# 윤항기
윤항기(尹恒起, 1943년 9월 15일~)는 대한민국의 록 음악 가수, 작사가, 작곡가, 편곡가, 배우, 개신교 목회자이며, 대학 교수이기도 했다. 본관은 파평(坡平). 아직 일제 시대 말기의 충남 보령 출생이다. 1959년 재즈 기타리스트 및 음악가 겸 작곡가 김희갑(金熙甲)이 악단장이었던, 《미8군 에이원쇼 무대》에서 첫 데뷔했다.
일제강점기 충청남도 보령군(지금의 보령시)에서, 아버지 윤부길(극작가 겸 희극인)과, 어머니 고향선(본명 성경자, 무용가)의 사이에서 출생한 그는 1959년에 작곡가 겸 재즈 음악가 김희갑이 악단장으로 있던 에이원쇼 무대를 통해 미8군 쇼에서 진 빈센트(Gene Vincent)의 《Be-bop-a-lula》로 데뷔했고, 1960년 8월 해병대 병 110기로 입대하여 군악대 사병으로 복무하였고, 1964년 대한민국 최초의 록 음악 밴드라고 할 수 있는 키 보이스(Key Boys)를 결성해 그해 독집 앨범 '그녀 입술은 달콤해'를 발표했다. 이 앨범은 국내 그룹사운드의 첫 번째 앨범으로 알려졌다. 1960년대 당시 한국 대중음악의 주류 장르가 트로트였던 것에 반해 윤항기는 당시 사람들에게 생소한 음악 스타일인 그룹 사운드(group sound)를 했었다. 이후 키 브라더스(Key Brothers)를 거치며 그룹 사운드 생활을 하다가 1974년 솔로 가수로 데뷔하였다. 〈별이 빛나는 밤에〉, 〈장밋빛 스카프〉, 〈이거야 정말〉, 〈나는 행복합니다〉, 〈나는 어떡하라고〉등의 히트곡을 발표했다. 1975년에는 영화 《나는 어떡하라고》의 주연을 통하여 영화배우로 데뷔하기도 하였다. 1986년 '웰컴투코리아'를 마지막으로 음악활동을 중단하고 미국으로 가서 신학을 공부해 목회자의 길을 걸었다. 2014년 3월, 목회자에서 은퇴한 뒤 그해 신곡 '걱정을 말아요'를 담은 데뷔 55주년 골든 앨범을 발표하며 가수 활동을 재개했다.

## 가족 관계
여동생은 가수 겸 뮤지컬 배우 윤복희(尹福姬)이며, 막내 아들인 준 주노(June-Juno, 본명 윤준호)는 CCM 음악 가수로 근자까지 CCM 음악 보컬 그룹 큐브(Cube)에 소속되어 활동하고 있었다.

## 주요 경력
- 예음종합예술원 명예원장 겸 명예학장 (현재)
- 한국전통문화예술협회 고문
- 대한예수교장로회 (개혁) 예음교회 담임목사 (은퇴)
- 전직 장로회신학대학교 교회음악학과 겸임교수
- 전직 서울장신대학교 교회음악학과 강사

## 학력
- 연세대학교 종교음악학과 학사
- 미국 미드웨스트 신학대학교 신학과 학사
- 미국 트리니티 신학대학교 신학대학원 교회음악학과 음악학 석사
- 미국 트리니티 신학대학교 신학대학원 신학과 신학석사·신학박사

## 같이 보기
- 윤복희
- 신중현